# Juan de la Barrera
Manuel Juan Pablo José Ramón de la Barrera e Inzáurraga (Ciudad de México, 26 de junio de 1828 - Ciudad de México, 13 de septiembre de 1847) fue un cadete mexicano que vivió en el siglo XIX. En 1841 ingresó al Heroico Colegio Militar. Murió en la Batalla de Chapultepec, librada durante la intervención estadounidense en México. Es uno de los seis cadetes que actualmente son conocidos como los Niños Héroes.

## Biografía

### Ancestros
La familia de la Barrera desciende del conquistador español Pedro de la Barrera. Procedentes de España, sus ancestros se establecieron en el estado de Hidalgo en el siglo XVII. Entre los ascendientes de Juan de la Barrera destacaron el asesor de artillería Francisco Javier de la Barrera Andonaegui; el abogado y oficial mayor de una de las secretarías de la Corte de Justicia Manuel de la Barrera Troncoso; el regidor y gobernador de Oaxaca Juan Antonio de Humarán Ortiz; el teólogo y clérigo presbítero del Arzobispado de México Juan Antonio Andonaegui Humarán  y el Chantre de la Catedral Metropolitana de México Fernando Ortiz Cortés. El primer De la Barrera de quien se tiene registro de su nacimiento fue el padre de su tatarabuelo, Antonio de la Barrera Muñoz, nacido en Zimapán, Hidalgo, en 1701.

### Familia y nacimiento
«El 26 de junio de 1828, con licencia del D. y Mtro. D. Joaquín Román, segundo Cura interino de esta Santa Iglesia, Yo, el B.D. Felipe Castillo bauticé a un niño que nació ayer; púsele por nombre Manuel Juan Pablo José Ramón, hijo legítimo de legítimo matrimonio de D. Ignacio María de la Barrera y Troncoso y de Da. María Josefa Inzaurraga; nieto por línea paterna de D. Ignacio de la Barrera y Da. Francisca Troncoso; y por la materna de D. Norberto Inzáurraga y de Da. María Dolores Carrillo; fue su padrino D. Mario de la Maza, advertido de su obligación.»

Manuel Juan Pablo José Ramón de la Barrera e Inzáurraga, según su partida de bautismo, nació en la Ciudad de México el jueves 26 de junio de 1828. Era el último de siete hijos, concebidos en el matrimonio de Ignacio María de la Barrera Troncoso (1794-1840) y María Josefa Vicenta Inzáurraga Carrillo (1805-1857), quienes se casaron en 1819, cuando el padre de De la Barrera se desempeñaba como escribiente en el Departamento de la Capitanía General y en la Secretaría de Cámara del Virreinato. Poco tiempo después, Ignacio De la Barrera fue ascendido a oficial de la Secretaría de Guerra y Marina, donde laboró por diez años. En 1820, la pareja concibió a su primera hija, María de la Luz. Al año nació Josefa, en 1822 nacieron los gemelos Manuel María e Ignacio María; luego vino el nacimiento de María Guadalupe en 1824 y Felipe de Jesús en 1826. En 1828 nació Juan, bautizado así en honor a su ancestro del mismo nombre y apellido, y quien emigrara de España en el siglo XVII. 
De su padre se sabe que era hijo del escribano y notario público capitalino José Ignacio María de la Barrera Andonaegui (1772-1824), emparentado con personajes destacados en el ámbito político, militar y eclesiástico. De la madre se conoce poco; era hija del apuntador y corrector de novelas novohispanas Norberto Inzáurraga Urbina y tía del reconocido político liberal José María Iglesias, quien fue primo hermano de De la Barrera.

### Estudios en el Colegio Militar
Hizo sus estudios de educación primaria en la Ciudad de México. Gracias a la posición militar de su padre, quien llegó a ser teniente coronel, Juan de la Barrera ingresó en el Colegio Militar cuando aún no cumplía los trece años de edad el 15 de febrero de 1841. Tomó parte del levantamiento denominado Plan de Regeneración Política y fue nombrado subteniente de artillería el 18 de diciembre del mismo año de haber ingresado al Colegio Militar. Esto le causó la baja del plantel escolar y alta en la primera brigada de artillería, a donde se agregó a la cuarta compañía. Como tenía inclinaciones hacia la ingeniería y la construcción, De la Barrera hizo una solicitud para que se le permitiera proseguir con sus estudios.

"Desde que abracé la carrera gloriosa de las armas, me propuse seguirla en la clase facultativa; por esta razón [...] V.E. tuvo la bondad de conferírmelo para el cuerpo en que me hallo, en el cual creí poder conseguir mi objeto [...] ya estoy desengañado de que no he de poder sacar todo el aprovechamiento que necesito para realizar mis miras, en razón de que hace largo tiempo que lo recargado del servicio de las armas, como que solo algunas horas cada dos días dejo de estar de guardia, me impide tener toda la dedicación necesaria al estudio, debiendo manifestar, igualmente, que por la misma caausa se han suspendido las lecciones de matemáticas que diariamente me daba una maestra particular [...] Deseando por lo mismo hacer mi carrera en la Plana Mayor General, he decidido impetrar de la magnanimidad de V.E., la gracia de que se digne concederme licencia por el tiempo necesario para que, dedicándome exclusivamente al estudio, sin las distracciones del servicio activo del Cuerpo, pueda lograr por este medio ser un oficial facultativo.

Aunque al principio su solicitud fue denegada; en 1843 se le permitió regresar al Colegio Militar para continuar sus estudios con el propósito de convertirse en Ingeniero Militar, lo cual logró el 1 de diciembre de ese año. Alumno distinguido y dedicado, el 30 de enero de 1845 le otorgaron el grado distintivo de subteniente alumno por su buen rendimiento escolar y buenas calificaciones. El 11 de agosto de 1847, por órdenes de Antonio López de Santa Anna, fue ascendido a Teniente de Ingenieros y dejó de pertenecer al Colegio Militar, destinado al batallón de zapadores, aunque nunca se adhirió porque la unidad combatió durante la batalla de Padierna.

### Muerte
Aún sin pertenecer al Colegio Militar, continuó en Chapultepec a las órdenes directas del general Mariano Monterde, director de dicha institución. Monterde lo asignó en 1847 a la construcción de un hornabeque de dos medios baluartes trabados con una cortina, misma que quedó frente a la entrada del bosque donde se unían las calzadas Tacubaya y Chapultepec. Con 160 soldados bajo su mando, De la Barrera se enfrentó a los invasores el 13 de septiembre de 1847. Al llegar a la fortificación, el general estadounidense John A. Quitman (1798-1858) lanzó sobre él una descarga de proyectiles. Ahí murió Juan de la Barrera a los 19 años y tres meses de edad. La Patria lo homenajeó depositando sus restos en un monumento construido en su memoria y la de sus cinco compañeros, en el monumento a "Los Niños Héroes".